# 王戈

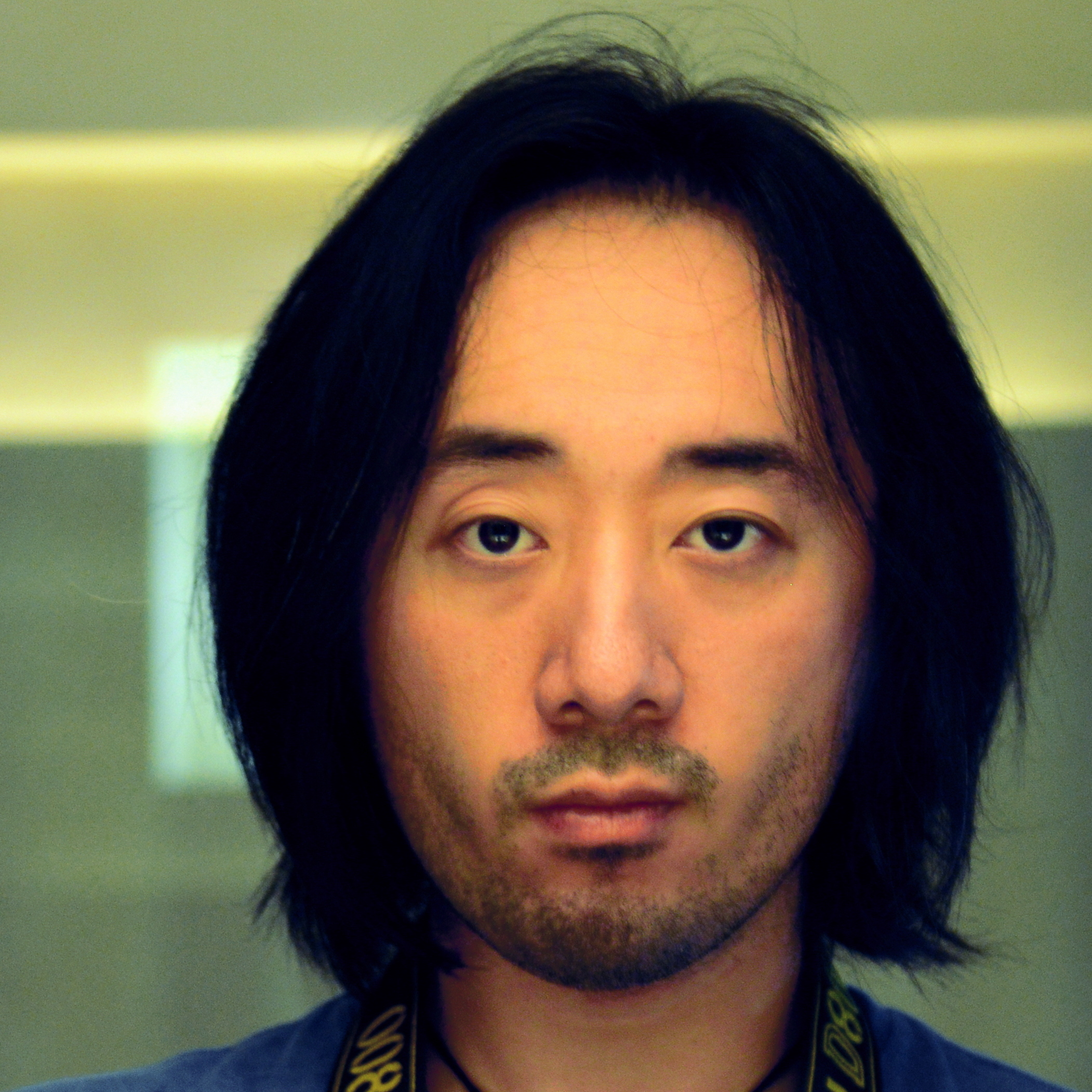
王戈

王戈（1977年11月2日—）是一位美籍华裔教授、音乐家、计算机科学家、设计师和作家，以发明Chuck音频编程语言而闻名。他是Smule公司的联合创始人、首席技术官 ( CTO ) 和首席创意官 ( CCO )，提供iPhone和iPad音乐应用程序 。他协助创建了普林斯顿笔记本电脑管弦乐团，斯坦福笔记本电脑管弦乐团 以及斯坦福手机管弦乐团。王戈是 Ocarina和 Magic Piano iPhone 应用程序的设计师。

## 生平
1977年生於中国北京，他目前是斯坦福大学音乐与声学计算机研究中心（CCRMA）的副教授。他创作了一本关于设计与技术、艺术与生活的书：《巧妙的设计：追求崇高的技术（音乐漫画宣言） （页面存档备份，存于）》。该书内容完全以照片漫画书的形式呈现，由斯坦福大学出版社于2018年出版。